# Mispila tonkinensis
Mispila tonkinensis là một loài bọ cánh cứng trong họ Cerambycidae.